# Melitaea strandi
Melitaea strandi är en fjärilsart som beskrevs av Felix Bryk 1940. Melitaea strandi ingår i släktet Melitaea och familjen praktfjärilar. Inga underarter finns listade i Catalogue of Life.